# Sarcophilus
Sarcophilus — род млекопитающих хищных сумчатых. Название рода «Sarcophilus» образовано от слов др.-греч. σάρξ — мясо и др.-греч. φιλέω — люблю («любитель плоти»).
Филогенетический анализ показал близкое родство Sarcophilus с кволлами и более далёкое — с вымершим сумчатым волком тилацином (Thylacine cynocephalus). Наиболее известен единственный ныне живущий представитель рода — тасманийский дьявол.
Известно три вида Sarcophilus. Sarcophilus laniarius и Sarcophilus moornaensis известны только по окаменелостям из плейстоцена (5,333 миллионов лет назад и позднее). S. laniarius был крупнее современного и единственного выжившего вида S. harrisii, веся на 10 килограммов больше. Связь между тремя видами неясна; в то время как некоторые предполагают, что S. harrisii может быть карликовой версией S. laniarius, другие утверждают, что это совершенно другой вид и что эти два вида могли сосуществовать в плейстоцене. Представители рода обитали в Австралии и на Тасмании. Современный тасманийский дьявол сохранился только на Тасмании.

## Виды
По данным сайта Paleobiology Database, на апрель 2025 года род включает 2 вымерших и 1 ныне живущий вид:
- Тасманийский дьявол (Sarcophilus harrisii) (Boitard, 1841)
- Sarcophilus laniarius Owen, 1838
- Sarcophilus moornaensis Crabb, 1982

## Галерея

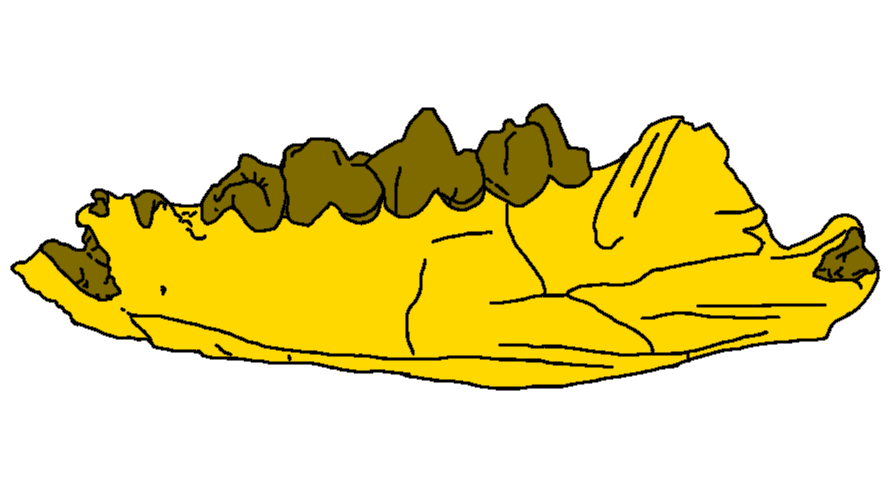
Фрагмент нижней челюсти Sarcophilus moornaensis
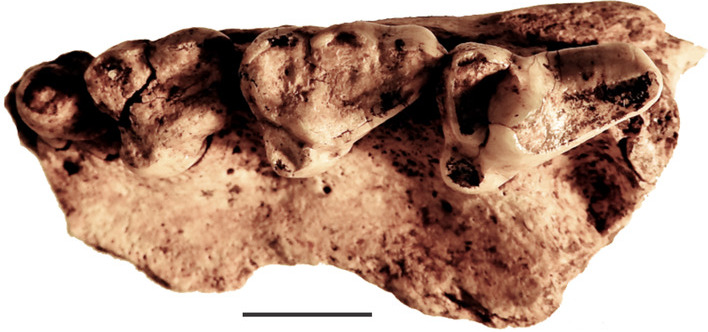
Фрагмент верхней челюсти Sarcophilus laniarius